# جامعة هواتشونغ للعلوم والتكنولوجيا
جامعة هواتشونغ للعلوم والتكنولوجيا (بالصينية: 华中科技大学) ‏(HUST) هي جامعة عامة في الصين تأسست عام 1953. تقع في مدينة ووهان. وهي جامعة وطنية رئيسية، تابعة مباشرة لوزارة التربية والتعليم في الصين. كما وتعتبر من النظام التعليم العالي الرئيسي في الصين بعد الحرب الأهلية الصينية. الجامعة تُدير مُختبرات ووهان الوطني لعلم البصريات والالكترونيات (WNLO) في تشانغ، والتي تُعد واحدة من المختبرات الوطنية الخمس في الصين.

## وصلات خارجية
- الموقع الإلكتروني